# Оуен Вілсон
Оуен Каннінгем Вілсон (англ. Owen Cunningham Wilson; нар. 18 листопада 1968 р, Даллас, Техас) — американський актор, сценарист та продюсер. Найбільш відомий завдяки фільмам «Пляшкова ракета» (1996), «Знайомство з батьками» (2000), «Шанхайський полудень» (2000), «Родина Тененбаумів» (2001), «Непрохані гості» (2005), «Марлі та я» (2008).

## Біографія
Оуен — один з трьох голлівудських братів Вілсонів, крім нього — його рідні брати Люк Вілсон та Ендрю Вілсон. Він народився в Далласі, штат Техас. Батько — директор з реклами телевізійного каналу Роберт Вілсон. Мати — фотограф Лаура Каннінгем.

## Фільмографія

### Актор

#### Фільми

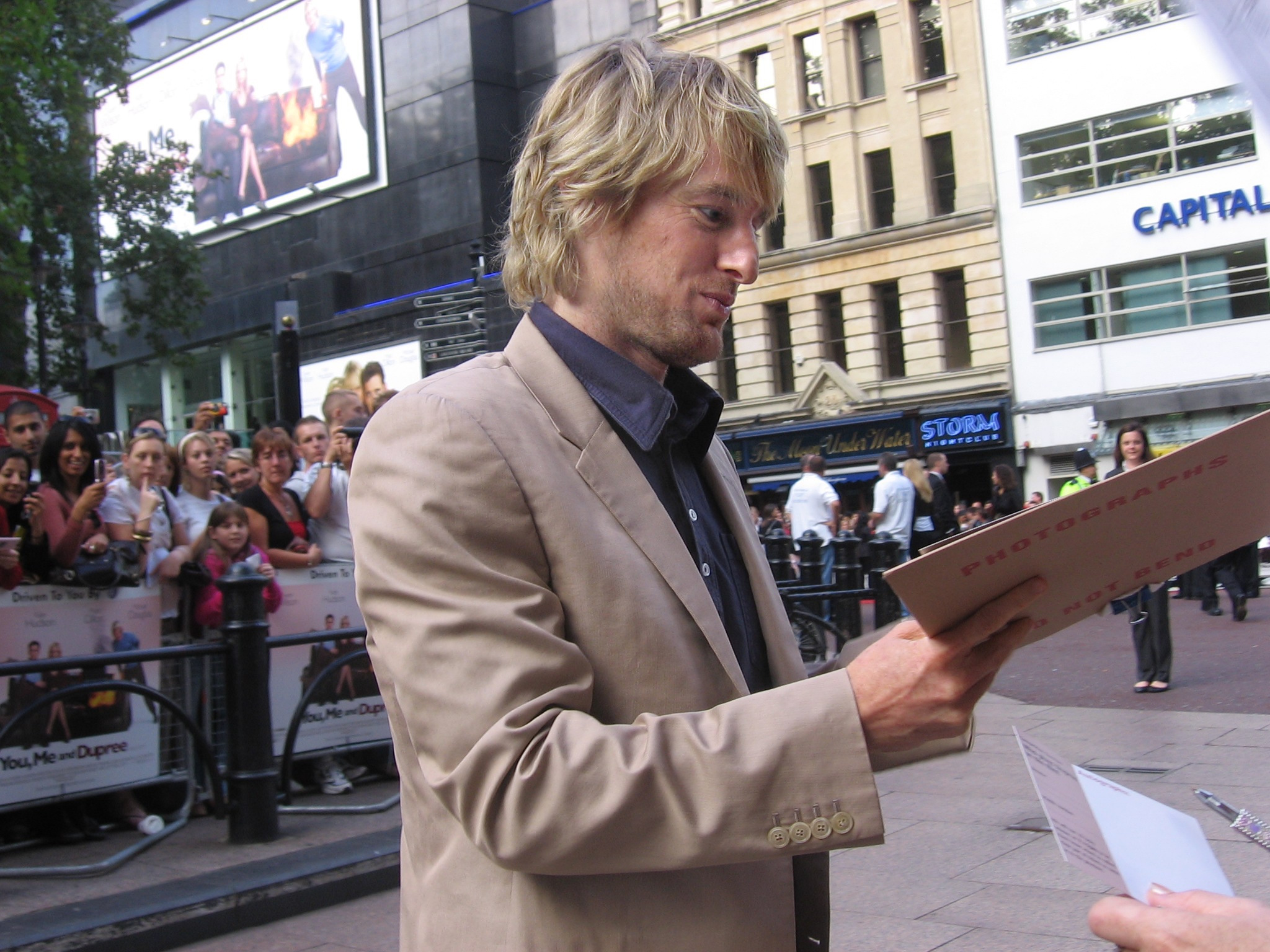
Оуен Вілсон у Лондоні на прем'єрі фільму «Він, я і його друзі», 2006 рік.

| Рік  |    | Українська назва                   | Оригінальна назва                                | Роль                                  |
| ---- | -- | ---------------------------------- | ------------------------------------------------ | ------------------------------------- |
| 1996 | ф  | Пляшкова ракета                    | Bottle Rocket                                    | Дігнан                                |
| 1996 | ф  | Кабельник                          | The Cable Guy                                    | хлопець на побаченні з Робін          |
| 1997 | ф  | Анаконда                           | Anaconda                                         | Гері Діксон                           |
| 1998 | ф  | Вічна північ                       | Permanent Midnight                               | Нікі                                  |
| 1998 | ф  | Армагеддон                         | Armageddon                                       | Оскар                                 |
| 1999 | ф  | Привид будинку на пагорбі          | The Haunting                                     | Люк Сандерсон                         |
| 1999 | ф  | Сніданок для чемпіонів             | Breakfast of Champions                           | Монте Рапід                           |
| 1999 | ф  | Теплове бачення і Джек             | Heat Vision and Jack                             | Heat Vision                           |
| 1999 | ф  | Позбавлений життя                  | The Minus Man                                    | Ван Сьоджерт                          |
| 2000 | ф  | Знайомство з батьками              | Meet the Parents                                 | Кевін Ревлей                          |
| 2000 | ф  | Шанхайський полудень               | Shanghai Noon                                    | Рой О'Бенон                           |
| 2001 | ф  | У тилу ворога                      | Behind Enemy Lines                               | штурман-лейтенант Кріс Бернет         |
| 2001 | ф  | Зразковий самець                   | Zoolander                                        | Генсел                                |
| 2001 | ф  | Родина Тененбаумів                 | The Royal Tenenbaums                             | Елі Кеш                               |
| 2002 | ф  | Обдурити всіх                      | I Spy                                            | спец.агент Алекс Скотт                |
| 2003 | ф  |                                    | Yeah Right!                                      | камео                                 |
| 2003 | ф  | Шанхайські лицарі                  | Shanghai Knights                                 | Рой О'Бенон                           |
| 2004 | ф  | Навколо світу за 80 днів           | Around the World in 80 Days                      | Вілбер Райт                           |
| 2004 | ф  | Знайомство з Факерами              | Meet the Fockers                                 | Кевін Ревлей                          |
| 2004 | ф  | Велике пограбування                | The Big Bounce                                   | Джек Райан                            |
| 2004 | ф  | Водне життя зі Стівом Зіссу        | The Life Aquatic with Steve Zissou               | Нед Плімтон                           |
| 2004 | ф  | Старскі і Гатч                     | Starsky & Hutch                                  | Кен Гатчинсон                         |
| 2005 | ф  | Історія Вендела                    | The Wendell Baker Story                          | Ніл Кінг                              |
| 2005 | ф  | Непрохані гості                    | Wedding Crashers                                 | Джон Беквіт                           |
| 2006 | ф  | Ніч у музеї                        | Night at the Museum                              | ковбой Джедедайя (у титрах відсутній) |
| 2006 | ф  | Він, я і його друзі                | You, Me and Dupree                               | Рендольф Дюпрі                        |
| 2006 | мф | Тачки                              | Cars                                             | Блискавка МакКвін (голос)             |
| 2007 | ф  | Поїзд до Дарджилінга               | The Darjeeling Limited                           | Френсіс Вітман                        |
| 2008 | ф  | Школа виживання                    | Drillbit Taylor                                  | Боб «Дрілбит» Тейлор                  |
| 2008 | ф  | Марлі та я                         | Marley & Me                                      | Джон Гроган                           |
| 2009 | ф  | Ніч у музеї 2: Смітсонівська битва | Night at the Museum 2: Battle of the Smithsonian | ковбой Джедедайя                      |
| 2009 | мф | Незрівнянний містер Фокс           | Fantastic Mr. Fox                                | тренер Скіп                           |
| 2010 | ф  | Мармадюк                           | Marmaduke                                        | Мармадюк                              |
| 2010 | ф  | Звідки ти знаєш?                   | How Do You Know?                                 | Метті                                 |
| 2010 | ф  | Знайомство з Факерами 2            | Little Fockers                                   | Кевін Ревлей                          |
| 2011 | ф  | Безшлюбний тиждень                 | Hall Pass                                        | Рік Мілз                              |
| 2011 | мф | Тачки 2                            | Cars 2                                           | Блискавка МакКвін (голос)             |
| 2011 | ф  | Опівночі в Парижі                  | Midnight in Paris                                | Гіл Пендер                            |
| 2011 | ф  | Великий рік                        | The Big Year                                     | Кенні Бостік                          |
| 2013 | ф  | Стажери                            | The Internship                                   | Нік                                   |
| 2013 | мф | Індики: назад у майбутнє           | Free Birds                                       | Реджі                                 |
| 2014 | мф | Герой кольорового міста            | The Hero of Color City                           | дракон Ріккі                          |
| 2014 | ф  | Готель «Ґранд Будапешт»            | The Grand Budapest Hotel                         | месьє Чак                             |
| 2014 | ф  | Ніч у музеї: Секрет гробниці       | Night at the Museum 3: Secret of the Tomb        | ковбой Джедедіа                       |
| 2014 | ф  | Вроджена вада                      | Inherent Vice                                    | Кой Гарленґен                         |
| 2015 | ф  | Міс Переполох                      | She's Funny That Way                             | Арнольд                               |
| 2015 | ф  | Немає виходу                       | No Escape                                        | Джек Двайєр                           |
| 2016 | ф  | Masterminds                        | Masterminds                                      | Стів Чемберс                          |
| 2016 | ф  | Зразковий самець 2                 | Zoolander No. 2                                  | Генсел                                |
| 2017 | мф | Тачки 3                            | Cars 3                                           | Блискавка МакКвін (голос)             |
| 2017 | ф  | Диво                               | Wonder                                           | Нейт Пулман                           |
| 2017 | ф  | Байстрюки                          | Bastards                                         | Кайл Рейнольдс                        |
| 2021 | ф  | Блаженство                         | Bliss                                            | Грег                                  |
| 2021 | ф  | Французький вісник                 | The French Dispatch                              | Ербс Сазерак                          |
| 2022 | ф  | Вийду за тебе                      | Marry Me                                         | Чарлі Гілберт                         |
| 2022 | ф  |                                    | Secret Headquarters                              | Джек Кінкейд                          |
| 2023 | ф  |                                    | Paint                                            | Карл Нарґл                            |
| 2023 | ф  | Людина-мураха та Оса: Квантоманія  | Ant-Man and the Wasp: Quantumania                | Мобіус М. Мобіус                      |
| 2023 | ф  | Маєток з привидами                 | Haunted Mansion                                  | Кент                                  |

#### Телебачення
| Рік       |   | Українська назва                  | Оригінальна назва                       | Роль                       |
| --------- | - | --------------------------------- | --------------------------------------- | -------------------------- |
| 1999      | с |                                   | Heat Vision and Jack                    | Heat Vision                |
| 2001      | с | Король гори                       | King of the Hill                        | Ретт Ван Дер Грааф (голос) |
| 2010      | с | Спільнота                         | Community                               | Керівник навчальної групи  |
| 2013      | с | П'яна історія                     | Drunk History                           | Джон Харві Келлог          |
| 2014      | с |                                   | Cars Toons: Tales From Radiator Springs | Блискавка МакКвін          |
| 2016      | с | Суботнього вечора в прямому ефірі | Saturday Night Live                     | Гензель Макдональд         |
| 2019      | с |                                   | Documentary Now!                        | Батько Ра-Шоубард          |
| 2021—2023 | с | Локі                              | Loki                                    | Мобіус М. Мобіус           |

### Продюсер
| Рік  |   | Українська назва    | Оригінальна назва    | Роль                  |
| ---- | - | ------------------- | -------------------- | --------------------- |
| 1997 | ф | Краще не буває      | As Good as It Gets   | асоціативний продюсер |
| 1998 | ф | Академія Рашмор     | Rushmore             | продюсер              |
| 2001 | ф | Родина Тененбаумів  | The Royal Tenenbaums | виконавчий продюсер   |
| 2006 | ф | Він, я і його друзі | You, Me and Dupree   | продюсер              |

### Сценарист
| Рік  |   | Українська назва   | Оригінальна назва    | Роль      |
| ---- | - | ------------------ | -------------------- | --------- |
| 1996 | ф | Пляшкова ракета    | Bottle Rocket        | сценарист |
| 1998 | ф | Академія Рашмор    | Rushmore             | сценарист |
| 2001 | ф | Родина Тененбаумів | The Royal Tenenbaums | сценарист |